# Okrug Gornji
Okrug Gornji falu Horvátországban Split-Dalmácia megyében. Közigazgatásilag Okrug községhez tartozik, a község központi települése.

## Fekvése
Trogir központjától 3 km-re délre, Dalmácia középső részén, Čiovo szigetének nyugati részén, a Saldun-öböl keleti partján  fekszik.

## Története
Čiovo szigete a régészeti leletek tanúsága szerint már a római korban lakott volt. A középkorban többnyire a magányra vágyó remeték éltek rajta. Okrug neve 1461-ben fordul elő írott forrásban először. A név a horvát „krug“ (kör) szóból származik, mivel a félkör alakú öböl, a Saldun-öböl partján fekszik. Betelepülése a 15. században a kontinensen fekvő velencei terület elleni sorozatos török támadások hatására indult meg, mivel a lakosság nagy része ekkor a biztonságosabb szigetekre települt át. Paolo Andreis 17. századi trogiri történetíró Trogir történetéről írt művében (Andreis: Storia della città di Traù Split, 1977-78.) írja, hogy az első žednoi és okrugi telepesek 1461. május 5-én kötöttek ki a szigeten.
Okrug keletkezésével kapcsolatban különvéleményt fogalmazott meg Petar Šimunović akadémikus, aki szerint a név már 1228-ban felbukkan „terram de cruco ecclesiae sancti Mauri” alakban a žednoi Szent Mór plébániával kapcsolatosan. A név eredetét a „krug” főnév régi, halom, kő, gerinc jelentésével hozza összefüggésbe. Az elnevezést Josip Roglić akadémikus Hrvatska enciklopedijában a sziget nyugati végében található Okrug-fokról származtatja. Ugyancsak szerinte az idézett 1228-as adat megerősíti a hely létezését a Saldun- és a Movarčica-öböl közötti magaslaton, nagyjából a mai Vrh Sela településrésznél, mely terület az ősi Szent Mór plébániatemplomhoz sokkal közelebb található. Az 1461-ben érkezett okrugiak letelepedésük helyéül a már a 11. század óta itt álló Szent Teodor templom környékét választották. A templom falaiban és környékén kora középkori töredékek is előkerültek, melyek alapján feltételezik, hogy eredetileg ókeresztény templom volt. Nagyobb betelepülési hullám volt, amikor a török 1537-ben bevette Klissza várát. 1797-ben a Velencei Köztársaság megszűnésével a település Habsburg Birodalom része lett. 1806-ban Napóleon csapatai foglalták el és 1813-ig francia uralom alatt állt. Napóleon bukása után ismét Habsburg uralom következett, mely az első világháború végéig tartott. 1857-ben 289, 1910-ben 690 lakosa volt. Az I. világháború után rövid ideig az Olasz Királyság, ezután a Szerb-Horvát-Szlovén Királyság, majd Jugoszlávia része lett. Lakossága 2011-ben 3081 fő volt, akik a turizmus mellett halászatból és mezőgazdaságból (szőlő- és olívatermelés) éltek.

## Lakosság
| Lakosság változása | Lakosság változása | Lakosság változása | Lakosság változása | Lakosság változása | Lakosság változása | Lakosság változása | Lakosság változása | Lakosság változása | Lakosság változása | Lakosság változása | Lakosság változása | Lakosság változása | Lakosság változása | Lakosság változása | Lakosság változása |
| ------------------ | ------------------ | ------------------ | ------------------ | ------------------ | ------------------ | ------------------ | ------------------ | ------------------ | ------------------ | ------------------ | ------------------ | ------------------ | ------------------ | ------------------ | ------------------ |
| 1857               | 1869               | 1880               | 1890               | 1900               | 1910               | 1921               | 1931               | 1948               | 1953               | 1961               | 1971               | 1981               | 1991               | 2001               | 2011               |
| 289                | 345                | 329                | 477                | 579                | 690                | 865                | 960                | 828                | 887                | 958                | 909                | 1.044              | 1.514              | 2.767              | 3.081              |

## Nevezetességei
- Szent Teodor tiszteletére szentelt temploma[6] a 11. – 12. századból származik. A 15. – 16. században reneszánsz stílusban építették át. A templom körül temető található, ahol a temetőkápolnába kora középkori töredékek vannak beépítve és a temetőből is kora középkori töredékek kerültek elő.[2][3]
- Borromei Szent Károly tiszteletére szentelt plébániatemploma[7] 1735-ben épült.[2] A bejárat jobb oldalán egy régi szenteltvíztartó van beépítve, melynek feliratán az egykori plébános neve is szerepel. Feltételezik, hogy a szenteltvíztartót a régi Szent Teodor templomból hozták ide át az új templom építésekor.[3]
- A Toča-öbölben találhatók Nikola Andreis 1655-ben épített nyári rezidenciájának romjai. Nikola Andreis a padovai egyetem filozófiai és orvostudományi professzora volt és egy itt talált felirat szerint itt találta meg nyugalmát.[2]
- Okrug Gornji központjában új plébániatemplomot építettek a Szent Kereszt felmagasztalása tiszteletére. Felszentelése 2016. szeptember 14-én volt.
- Ivan Lučić 17. századi horvát tudósnak és történetírónak is volt nyaralója itt, a Rožac-öbölben ahol földbirtoka is volt. Minthogy romjai nem maradtak fenn a pontos helye sem ismert.[3]
- A Glavica-domb keleti oldalán található a Pivetova Glavica lelőhely, mely egy késő középkori település maradványa, amelyből szárazon rakott falak maradtak fenn. Több ház és szarvasmarhatenyésztéshez körbefalazott terület nyoma látható. A helyszínen majolika és közönséges, durva textúrájú konyhai eszközök töredékei találhatók.[8]